# L'espia anglès
L'espia anglès (títol original en anglès, The Courier) és una pel·lícula d'espionatge històrica del 2020 dirigida per Dominic Cooke i escrita per Tom O'Connor. La pel·lícula és protagonitzada per Benedict Cumberbatch com a Greville Wynne i es basa en la història real d'un empresari britànic que va ser reclutat per l'MI6 per ser un canal de missatges amb la font d'espionatge rus Oleg Penkovski (interpretat per Merab Ninidze) a la dècada del 1960. Rachel Brosnahan, Jessie Buckley i Angus Wright també la protagonitzen. S'ha subtitulat al català.
Es va projectar sota el seu títol original d'Ironbark al Festival de Cinema de Sundance el 24 de gener de 2020, i es va estrenar als cinemes als Estats Units el 19 de març de 2021 i al Regne Unit el 14 d'agost del mateix any. La pel·lícula va rebre crítiques generalment favorables.